# Francis (Utah)
Francis es una localidad del condado de Summit, estado de Utah, Estados Unidos. Según el censo de 2000, la población era de 698 habitantes.

## Geografía
Francis se encuentra en las coordenadas 40°36′52″N 111°16′44″O / 40.61444, -111.27889.
Según la oficina del censo de Estados Unidos, la localidad tiene una superficie total de 4,6 km². No tiene superficie cubierta de agua.
- Datos: Q482426
- Multimedia: Francis, Utah / Q482426

1. ↑  Zip Data Maps, código ZIP n.º 84036.